# La Paternal
La Paternal é um bairro da cidade argentina de Buenos Aires. É o bairro onde está sediado o time de futebol Argentinos Juniors..
O bairro fica que fica localizado na parte central da cidade foi fundada em 1904 por um decreto nacional.
A origem de seu nome tem duas versões. A primeira diz que uma companhia de seguros chamada "La Paternal" , possuía muitos terrenos na região, onde construiu muitas casas para os trabalhadores da empresa. Entretanto, outros acreditam que o nome foi dado em virtude de existir na localidade um armazém, conhecido por este nome.
Os límites do bairro são:
- Av. Chorroarín
- Av. San Martín
- Arregui
- Gavilán
- Av. Álvarez Jonte
- Paysandú
- Av. Warnes
- Av. Garmendia
- Av. Del Campo

## Localização Geográfica
o bairro se localiza no centro da cidade portenha. Está compreendido pelas ruas Chorroarín, Av. Del Campo, Av. Garmendia, Avenida Warnes, Av. Paysandú, Av. San Martín, Av. Álvarez Jonte, Av. Gavilán, Av.Arregui y Av. San Martín.
faz divisa com os bairros de Parque Chas e Villa Ortúzar ao norte, Chacarita no noroeste, Villa Crespo ao leste, Villa General Mitre ao sul, e Villa del Parque e Agronomia  ao oeste.

## Características
La Paternal  é um bairro fundamentalmente residencial, com predominância de casas, concentrando-se os centro comerciais na principal rua, a Avenida San Martín.
Apesar da localização exata da sede do clube de futebol Argentinos Juniors ser no bairro Villa General Mitre, tradicionalmente é considerada o La Paternal a sua sede , onde Diego Maradona começou sua carreira no futebol. O estádio do clube (Estádio Diego Armando Maradona) leva o nome de seu jogador mais famoso.

## Principais Locais

### Desporto
- Clube Argentinos Juniors
- Clube La Paternal

### Educação
- Escola Fray Justo Santa María de Oro
- Colégio Francisca Javiera Cabrini|Cabrini
- Colégio San Antonio María Claret
- Escola Nº18 D.E 7 "Comodoro"
- Escola Provincia de Mendoza
- Escola República de Honduras
- Escola República de Ecuador
- Escola EEM N° 2 D.E. 14 (localizada no estádio Diego Armando Maradona)
- Escola EEM Nº 24 D.E. 14 "Dalmacio Vélez Sarsfield"
- Escola EMEM Nº 1 D.E. 14 "Federico García Lorca"
- Sede da Universidade de Buenos Aires em La Paternal
- Escola Tel Aviv

### Hospitais
- Hospital Pedro Lagleyze (Oftalmologia)
- Hospital Torcuato de Alvear (Psiquiatria)

### Instituições
- Associação de Moradores Círculo La Paternal
- Centro de Gestão e Participação (CGP)- N° 15
- Centro Cultural Resurgimento